# Дукале
Дукале (італ. ducale) — середньовічна срібна монета норманського Сицилійського королівства, вперше викарбувана в 1139/1140 році. Дукале мали опуклу форму (скифат), подібно до тогочасних візантійських монет. Свою назву отримали через дарований папою Інокентієм II титул герцога (італ. duca) Апулії синові сицилійського короля Рожера II, Рожеру III Апулійському, який зображений поруч із батьком на монеті. Куфічний напис на реверсі монети містив інформацію про рік і місце випуску. Також зустрічаються назви «дукато», «дукаліса», «дукатус», «дукатум».

## Опис
Перші дукале важили 2,7-3,1 г срібла 600-ї проби. На аверсі дукале було поміщено зображення короля Рожера з його сином Рожером Апулійським. Монограма R RX SCLS поруч із зображенням короля позначає «Rogerius Rex Siciliae» (Рожер король Сицилії), RDX AP біля герцога Апулійського — «Rogerius Dux Apuliae» (Рожер герцог Апулії. Між ними розміщено великий хрест. Також на аверсі є позначення «AN RX», яке вказує на те, що монета викарбувана на 10-й рік правління короля Рожера, тобто в 1140. Реверс містив зображення Ісуса Христа і монограму IC XC RG IN AE TRN (Jesus Christus regnat in aeternum). Куфічний напис на реверсі містив інформацію про рік і місце випуску. 
Також були випущені монети із зазначенням номіналу в 1⁄3 дукале «TERCIA DVCALIS» на аверсі.

## Історія
Вперше монету викарбували в Палермо в 1139 або 1140 році під час правління короля Рожера II.  При Рожері II склалася грошова система в якій 1 дукале відповідав 24 фолларо, а 2½ дукале — 1 золотого тарі.
Дукале карбували і наступники Рожера II — Вільгельм I Злий (1154—1166) та Вільгельм II Добрий (1166—1189). При Вільгельмі I дукале відповідав 20 фолларо або1⁄3 тарі, при Вільгельмі II — 10 фолларо або1⁄6 золотого тарі.